# Aéroport de Kiev-Brovary
L'aéroport de Kiev-Brovary (en ukrainien : Броварський аеропорт «Київ») était un aéroport international qui desservait Kiev, la capitale de l'Ukraine, près de la ville de Brovary.

## Historique
L'aéroport construit en 1930 a été mis en service en 1935 et desservait surtout Moscou, Leningrad. Puis vers des destinations intérieures, Poltava, Odessa, Kharkiv. Il est bombardé par les allemands en juin 1941 et est détruit en 1943 ; il est alors abandonné. Il reste aujourd'hui deux bâtiments construit en 1935 et 1940 ainsi que les propylées de l'entrée.

## En images

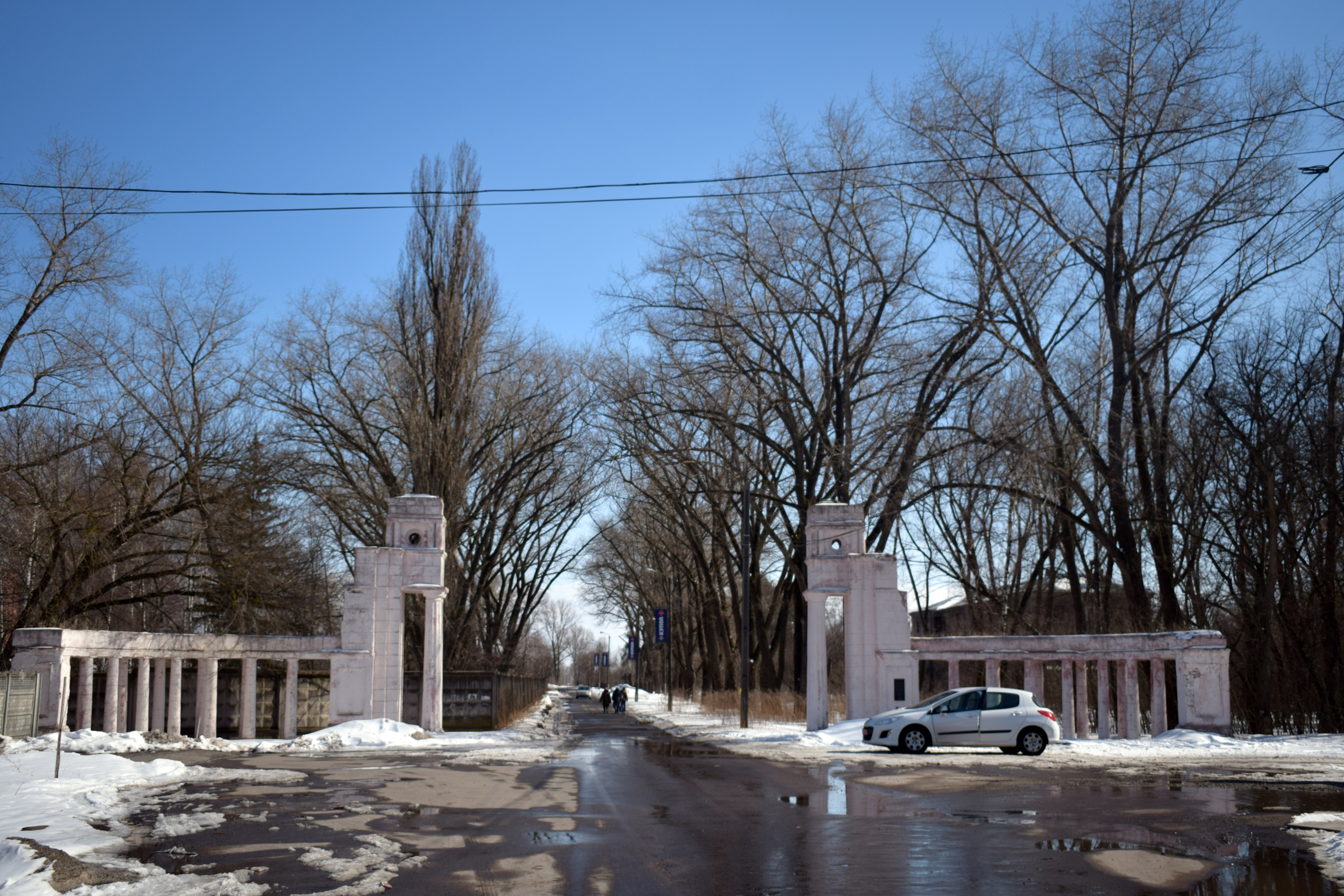
L'entrée actuellement.
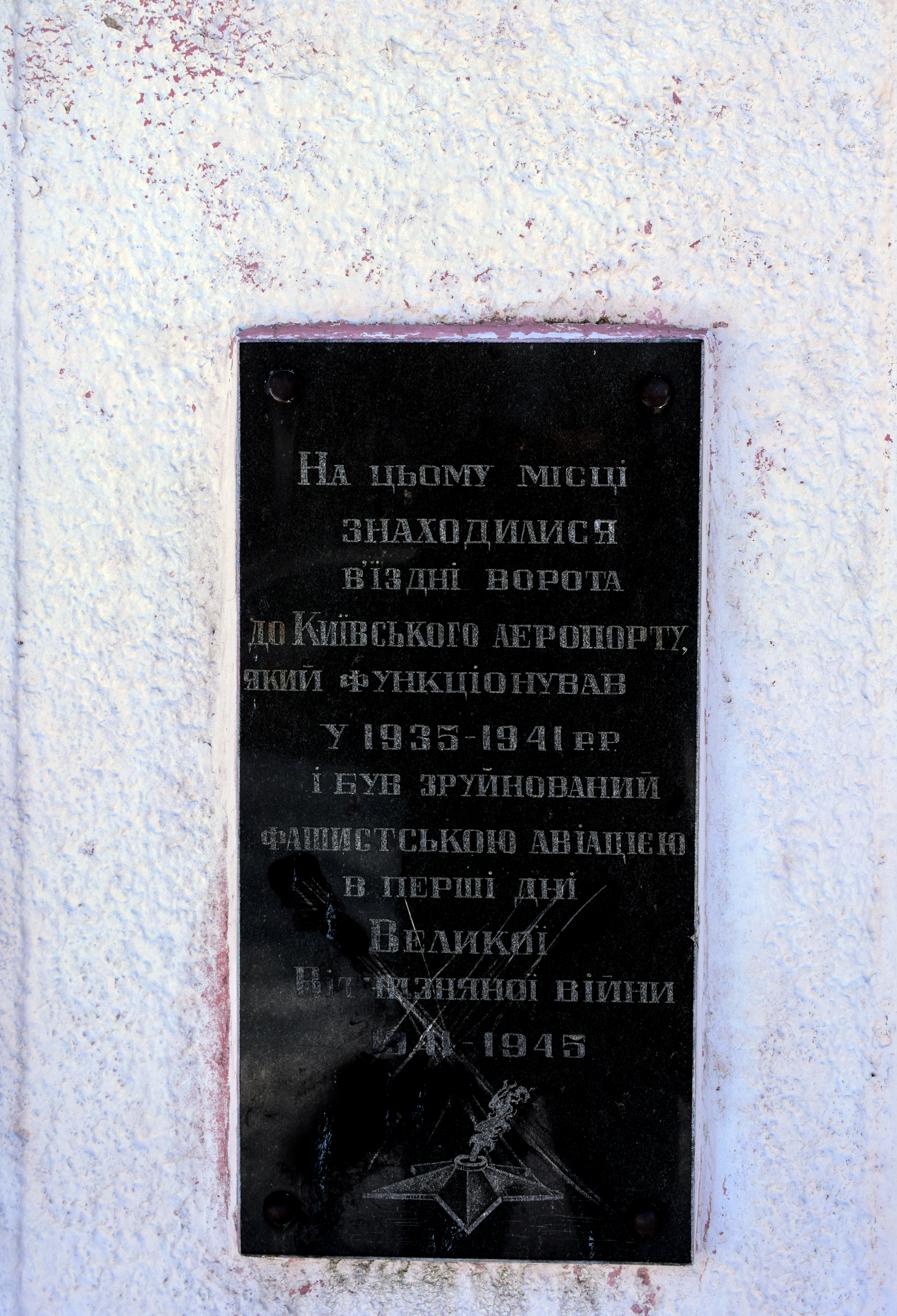
plaque mémorielle.
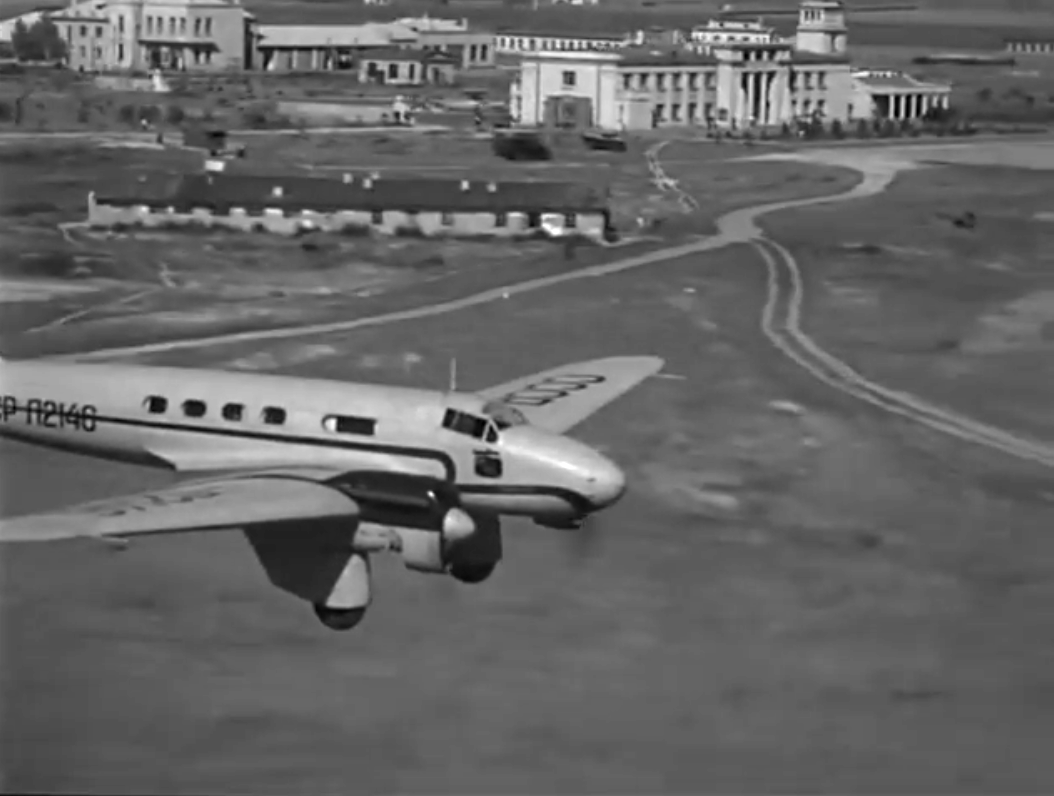
Un PS-89 Laville.

## Situation
| Berdiansk Oujhorod Brody Ouman Kanatove Konotop Djankoï Tchouhouïv Kryvyï Rih Donetsk Sébastopol DniproVesseloïeBaheroveHorodokChersonèseGvardeïskoïeKatchaIvano-Frankivsk Izmaïl JovtneveJytomyr Koulbakino Kharkiv · Charcovie Khmelnytskyï Kherson KrementchoukKiev/Kyïv · Jouliany Kiev/Kyïv · Boryspil Kryvyï Rih Kolomya Loutsk Louhansk LvivMarioupol Mykolaïv Myrhorod Nijyn Odessa Poltava Rivne Sambir Simferopol Starokostiantyniv Tchernivtsi Vinnytsia Zaporijjia |